# Richard Martin West
| Asteróides descobertos: 39 | Asteróides descobertos: 39 |
| -------------------------- | -------------------------- |
| 2052 Tamriko               | 24 de Outubro, 1976        |
| 2053 Nuki                  | 24 de Outubro, 1976        |
| 2115 Irakli                | 24 de Outubro, 1976        |
| 2116 Mtskheta              | 24 de Outubro, 1976        |
| 2117 Danmark               | 24 de Outubro, 1978        |
| 2145 Blaauw                | 24 de Outubro, 1976        |
| 2146 Stentor               | 24 de Outubro, 1976        |
| 2147 Kharadze              | 25 de Outubro, 1976        |
| 2148 Epeios                | 24 de Outubro, 1976        |
| 2187 La Silla              | 24 de Outubro, 1976        |
| 2526 Alisary               | 19 de Maio, 1979           |
| 2595 Gudiachvili           | 19 de Maio, 1979           |
| 2596 Vainu Bappu           | 19 de Maio, 1979           |
| 2935 Naerum                | 24 de Outubro, 1976        |
| 3004 Knud                  | 27 de Fevereiro, 1976      |
| 3477 Kazbegi               | 19 de Maio, 1979           |
| 3871 Reiz                  | 18 de Fevereiro, 1982      |
| 3933 Portugal              | 12 de Março, 1986          |
| 5270 Kakabadze             | 19 de Maio, 1979           |
| 5890 Carlsberg             | 19 de Maio, 1979           |
| 6362 Tunis                 | 19 de Maio, 1979           |
| 8066 Poldimeri             | 6 de Agosto, 1980          |
| 8993 Ingstad               | 30 de Outubro, 1980        |
| (9272) 1979 KQ             | 19 de Maio, 1979           |
| (10462) 1979 KM            | 19 de Maio, 1979           |
| (10668) 1976 UB1           | 24 de Outubro, 1976        |
| (11005) 1980 PP1           | 6 de Agosto, 1980          |
| (12188) 1978 PE            | 9 de Agosto, 1978          |
| (12198) 1980 PJ1           | 6 de Agosto, 1980          |
| (14350) 1985 VA1           | 1 de Novembro, 1985        |
| (15201) 1976 UY            | 31 de Outubro, 1976        |
| (15207) 1979 KD            | 19 de Maio, 1979           |
| (20995) 1985 VY            | 1 de Novembro, 1985        |
| (22252) 1978 SG            | 27 de Setembro, 1978       |
| (26081) 1980 PT1           | 6 de Agosto, 1980          |
| (27667) 1979 KJ            | 19 de Maio, 1979           |
| (34998) 1978 SE            | 27 de Setembro, 1978       |
| (65661) 1985 VB1           | 1 de Novembro, 1985        |
| (79086) 1977 RD            | 4 de Setembro, 1977        |

Richard Martin West (nascido em 1941) é um astrónomo dinamarquês que trabalha no European Southern Observatory (ESO).
Ele descobriu vários cometas, incluindo o espetacular "Cometa West" (C/1975 V1) e os cometas periódicos 76P/West-Kohoutek-Ikemura e 123P/West-Hartley.
Ele também descobriu vários asteróides, incluindo os asteróides troianos 2146 Stentor, 2148 Epeios e (20995) 1985 VY.
Ele co-descobriu (com Hans-Emil Schuster) a galáxia Phoenix.
O asteroide 2022 West foi assim nomeado em sua homenagem.